# Регламент про фінансові операції з цінними паперами
Регла́мент про фіна́нсові опера́ції з ці́нними папе́рами (SFTR) —  звід європейського законодавства для регулювання позики цінних паперів і репо. Він був опублікований в Офіційному віснику Європейського Союзу 23 грудня 2018 року.
Регламент включає вимоги щодо отримання згоди від контрагента перед повторним використанням його застави, розкриття інформації та звітування в торгових репозитаріях.
Метою законодавства є зниження системного ризику при позичанні цінних паперів і підвищення видимості повторного використання застави.

## Огляд
Регламент про фінансові операції з цінними паперами (SFTR) — нормативно-правовий акт для ринків кредитування цінних паперів. SFTR було запроваджено ЄС для впровадження політичних рамок FSB щодо усунення ризиків тіньового банківського обслуговування під час кредитування цінних паперів і репо та підвищення прозорості на цих ринках.
ЄС прагнув підвищити прозорість SFT, вимагаючи:
- усі SFT, за винятком тих, що укладені з центральними банками, повинні повідомлятися в центральні бази даних, відомі як торгові репозиторії;
- інформація про використання SFT інвестиційними фондами, яка має бути розкрита інвесторам у регулярних звітах та передінвестиційних документах, виданих фондами;
- мінімальні умови прозорості, які повинні бути виконані при повторному використанні застави, такі як розкриття ризиків і зобов’язання отримати попередню згоду.

Набір зобов’язань SFTR був розроблений таким чином, щоб набути чинности на поетапній основі протягом кількох років.

## Ключові аспекти

### Розкриття
Фонди, які займаються операціями SFT та свопами загального прибутку, мають вимоги щодо детальної звітности щодо цих операцій як у регулярних звітах фондів, так і в передінвестиційних документах.

### Звітність
Будь-яка фінансова або нефінансова організація в Європейському Союзі повинна звітувати. Сюди входять банки, брокери, фонди, страхові компанії, пенсійні фонди, інші фінансові компанії та нефінансові компанії.
Європейська система центральних банків, Банк міжнародних розрахунків і державні органи, що управляють державним боргом, звільнені від звітности, щоб не поставити під загрозу свою дискреційну політику.
Щоб звести до мінімуму тягар відповідності для галузі, ESMA було запропоновано досягти узгодженості зі звітністю, яка вже вимагається відповідно до Регламенту про європейську ринкову інфраструктуру (EMIR) для деривативів.
Звіти повинні містити інформацію про склад застави, що використовується в SFT, про те, чи ця застава доступна для повторного використання та була повторно використана, чи застосовувалися до неї будь-які знижки.
Правила розгортаються в чотири етапи:
1. банки та брокери-дилери (11 квітня 2020 р.),
2. інфраструктури фінансових ринків (11 липня 2020 р.),
3. страховики та керуючі активами (11 жовтня 2020 р.) та
4. нефінансові особи (11 січня 2021 р.).[4]

Щоб підтримати фірми у впровадженні, ESMA розробила проєкт інструкцій, що містить рекомендації щодо заповнення основного поля та включає базові сценарії.
Вони охоплюють сім аспектів вимог до звітности, включно з кількістю SFT, що підлягає звітуванню, як пов’язати заставу SFT з кредитами SFT або як узгодити розриви чи відмови між контрагентами.

### Згода на повторне використання застави
Регламент має на меті підвищити прозорість повторного використання (будь-яке використання застави до настання дефолту заставодержателем у власних цілях) фінансових інструментів шляхом встановлення мінімальних умов, яких повинні дотримуватися залучені сторони, включаючи письмову угоду та попередню згоду. Клієнти або контрагенти повинні надати свою згоду до того, як може відбутися повторне використання, і що вони приймають це рішення на основі чіткої інформації про ризики, які воно може спричинити.